# Contabilità analitica
La contabilità analitica è la metodologia tecnico-economica impiegata per la misurazione, la rilevazione, la destinazione e l'analisi dei costi e dei ricavi. La contabilità analitica ha per oggetto l'analisi dei fatti interni di gestione. È parte del sistema informativo direzionale, che rappresenta l'insieme dei processi delle tecniche e degli strumenti con cui si raccolgono, rappresentano e analizzano i dati al fine di elaborare e supportare le decisioni degli organi direzionali.
Per tali decisioni è importante attribuire a ogni prodotto i relativi costi e a tal fine ci sono due metodi: il costo diretto e il costo pieno. Nel costo pieno i costi comuni possono essere ripartiti col metodo su base unica aziendale, su base multipla aziendale e con il calcolo dei costi per attività.

## Descrizione
Gli scopi della contabilità analitica (CoAn) in sintesi sono i seguenti:
1. consentire la programmazione e il controllo della gestione;
2. studiare il comportamento dei costi;
3. costituire il supporto informativo necessario per le decisioni aziendali nei problemi di scelta.

Catalogare, classificare e standardizzare stanno alla base della contabilità analitica. I numeri e le loro relazioni sono il contorno di tutto l'ambito di utilizzo. Su queste basi, analiticamente catalogando, classificando, standardizzando e leggendo le relazioni tra i numeri, il controller (la persona che in azienda si occupa anche di questo tipo di lavoro) applica principi statistici per generare analisi che rispondono a quesiti quali il numero di clienti, il margine generato per ciascuno, il numero di pezzi prodotti per ora o per giorno, ecc.
La contabilità analitica (che comprende ad esempio la contabilità di magazzino, la contabilità delle paghe, la contabilità per centro di costo o per commessa) permette di descrivere l'azienda come un complesso sistema matematico. In altri termini, significa descrivere come funziona l'azienda nei particolari e nelle sue interazioni numeriche: il modello matematico è la base per la descrizione dei fenomeni aziendali (incremento, decremento o stabilità di un determinato variabile), per fare in modo che l'azienda "documentale" corrisponda all'azienda fisica.
Tutti i documenti che sono generati e sono contabilizzati da un'azienda sono registrati (o annotati) dalla contabilità generale. Aggiungendo delle informazioni statistiche (è da considerare anche il tempo come una variabile statistica) a tali documenti si ottengono le informazioni analitiche che permettono di generare le scritture di contabilità analitica. Ad esempio, dalle fatture passive di un fornitore di beni comune ai vari reparti di un'azienda, con le informazioni di contabilità analitica si è in grado di attribuire il costo di tali beni esattamente alla attività, al reparto, all'ufficio che ha ordinato la spesa. La contabilità generale non è in grado di fornire queste informazioni in maniera economicamente compatibile.
Le funzioni della contabilità analitica (a volte detta "contabilità gestionale") sono: supporto informativo nei giudizi di convenienza; strumento di misurazione dell'efficienza aziendale; strumento di programmazione e controllo di gestione; fonte di valori per le scritture di fine esercizio in contabilità generale.
Per l'azienda la convenienza si verifica quando i margini di profitto sono elevati. L'impresa potrebbe aumentare tali margini intervenendo sui prezzi di vendita, ma ciò presuppone che i prezzi non siano vincolati dal mercato. Tale ipotesi è però poco frequente e per lo più limitata alla produzione su commessa, per la quale la flessibilità dei prezzi è maggiore anche se non totale.
Abituale è invece la condizione di aumentare il profitto riducendo i costi.

## Classificazione
La contabilità analitica viene classificata rispetto a tre dimensioni di analisi, indipendenti tra loro:
- tempo
  - costo effettivo
  - costo stimato
  - costo standard
- oggetto di imputazione:
  - prodotto o servizio
  - commessa
  - processo
  - lotto
- configurazione di costo:
  - costo industriale
  - costo economico tecnico
  - costo complessivo

Ogni sistema di contabilità analitica adottato da una azienda ha un valore per ognuna delle tre dimensioni di analisi. La classificazione quindi non è esaustiva.

## Contabilità industriale
Spesso la contabilità analitica è denominata anche contabilità industriale, in quanto questo tipo di contabilità si è originata nelle imprese industriali della manifattura. Attualmente, i termini sono per lo più sinonimi, con qualche sfumatura lessicale tale per cui la "contabilità industriale" è quella del perimetro di produzione/stabilimento (costo industriale), quella analitica è quella gestionale ovvero che copre l'intera configurazione di costi (costo totale) finalizzata alle valutazioni di profitto (questa comprende perciò anche i ricavi).

### Differenza tra analitica e industriale
Differenze tra contabilità civilistica (statutory accounting o financial accounting) e contabilità gestionale (management accounting), sono piuttosto scontate, basti pensare ai diversi criteri e principi contabili adottati, vale certamente la pena di riflettere su quanto tali differenze siano accettabili e perché.
Occorre ragionare sulle differenze tra "contabilità gestionale", in cui convenzionalmente confluisce la contabilità analitica (quella per centri di costo) e "contabilità industriale" (cost accounting) perché il processo di budgeting ne esalta caratteristiche e logiche: la prima utilizza sostanzialmente regole, procedure e schemi di rendiconto, diversi da quelli adottati dalla normativa civilistica, per identificare a livello di business (area di affari) le grandezze (margini) che interessano i manager operativi; la seconda è finalizzata a calcolare il costo di prodotto/servizio, si avvale quindi di distinte base e cicli, ordini clienti / fornitori, bolle/rapportini di lavoro o intervento, dichiarazioni di scarto, schede di produzione, distinte di prelievo o versamento, prospetti di ticket chiusi o pratiche svolte, rapporti e stime, statistiche a supporto, è indispensabile per la formulazione dei prezzi, almeno con riferimento alle famiglie di prodotti/servizi realizzati dall’azienda. Mentre nella contabilità generale le informazioni di input output sono regolamentati e codificati per legge, quelli dell'analitica e ancor più dell'industriale sono liberi, personalizzabili, strutturabili per numero e tipologia come si desidera o come serve: periodo, area geografica, divisione, stabilimento, reparto, linea prodotto, tipologia mercato (segmentazione area affari), fonti di approvvigionamento, processi interni, processi in outsourcing, ecc. Ogni dimensione può a sua volta essere segmentata in sotto-dimensioni (commessa o ordine o progetto, fase di lavoro, livello distinta, avanzamento, stato qualità e tanti altri).
In pratica, se si vuole sottilizzare, la contabilità industriale è quella di produzione (gestione caratteristica: prodotti e servizi, opere e lavorazioni, attività rivolte a clienti e utenti), veloce e approssimativa: la contabilità analitica è la fase successiva, estesa a tutte le componenti aziendali, precisa ma lenta.